# Illusion (film 1929)
Illusion è un film muto del 1929 diretto da Lothar Mendes; sonorizzato, venne distribuito sia nella versione muta, sia in quella sonora. La sceneggiatura di E. Lloyd Sheldon si basa sull'omonimo romanzo di Arthur Chesney Train pubblicato a New York nel 1929.

## Trama
Una squadra di maghi che lavora nel vaudeville si scioglie quando Carlee, un ex circense, si innamora di Hilda Schmittlap, un'elegante signora della buona società. Nel frattempo, Claire, la partner del transfuga, si trova un altro compagno, ma non riesce a credere fino in fondo a questa nuova collaborazione perché, sconsolata, il suo cuore è rimasto con Carlee. Quest'ultimo, incuriosito, va ad assistere a uno spettacolo di Claire ma, quando, durante il suo numero, la ragazza sta quasi per restare uccisa, correndo in suo aiuto, l'uomo si rende conto di quanto lei continui a significare per lui e quanto gli manchi.

## Produzione
Il film, prodotto dalla Paramount Pictures, venne girato negli studi della compagnia, al 5555 di Melrose Avenue a Hollywood. Fu il debutto cinematografico per la cantante e attrice di rivista Lillian Roth.

## Distribuzione
Il copyright del film, richiesto dalla Paramount Famous Lasky Corp., fu registrato il 21 settembre 1929 con il numero LP708.

Distribuito dalla Paramount Pictures, il film uscì nelle sale statunitensi il 21 settembre 1929. In Svezia, fu distribuito l'8 febbraio 1930 con il titolo Kärlekens dårskap; in Irlanda, uscì il 23 maggio 1930.